# Centro de Estudios de Historia de México Carso
El Centro de Estudios de Historia de México Carso. Fundación Carlos Slim (CEHM-Carso) es una institución cultural de México dedicada al rescate, la conservación y la difusión de impresos y documentos de la historia mexicana, así como a la investigación sobre los mismos. Perteneciente a la Fundación Carlos Slim, posee un acervo que va desde el siglo XVI hasta el siglo XX. Su sede se ubica en Chimalistac, al sur de la Ciudad de México. Fue uno de los miembros fundadores de la Biblioteca Digital Mundial de la Unesco, en 2009. Su archivo tiene 700 fondos documentales, cerca de 2 millones de páginas, y su biblioteca se compone de 80,554 libros, de los cuales 18 son incunables del continente americano.

## Historia
El centro fue fundado por la empresa Conductores Mexicanos (Condumex) con el fin de rescatar fondos bibliográficos y documentales de gran valor histórico que se perderían por falta de conservación o que serían vendidos a bibliotecas y archivos extranjeros. Este primer centro fue inaugurado en 1965 a iniciativa de Ricardo García Sáinz, aconsejado por el bibliófilo Luis Gutiérrez Cañedo. Su primera adquisición fue la colección formada por este último, compuesta por 10 mil volúmenes principalmente del siglo XIX y proveniente de fondos como la Arquidiócesis de Guadalajara y correspondencia de personajes involucrados en la Independencia de México. A partir de la primera colección comprada se inauguró el Centro de Estudios de Historia de México el 19 de agosto de 1965 en la sede de la empresa en la Industrial Vallejo, dividiéndose desde entonces entre archivo y biblioteca.
Su primer consejo de administración fue compuesto por Jesús Reyes Heroles, Ignacio Bernal, Silvio Zavala, Antonio Martínez Báez y Alfonso Noriega, entre otros. En 1969 el centro tuvo su primera sede en Avenida Poniente 739.
No todos los fondos adquiridos por el centro han permanecido bajo su resguardo. Es el caso de la carta de la promulgación de la Constitución Política de los Estados Unidos Mexicanos por Venustiano Carranza así como del Diario histórico de Carlos María de Bustamante los cuales fueron  entregados a sus autoridades y restituidos a la nación.
Hacia 1976 recibió a sus primeras becarias, Josefina Moguel y María de Lourdes Martínez, provenientes de la Facultad de Filosofía y Letras de la UNAM. En 1977 se tomó la decisión de trasladar el centro a otra sede, ubicándose en el barrio de Chimalistac, al sur de la Ciudad de México.
En 1994 es fundada la Asociación Mexicana de Archivos y Bibliotecas Privados A.C., de la cual, el CEHM Carso, entonces Condumex, firmaron el acta constitutiva junto a otras nueve instituciones.

### La Casona de Chimalistac
Los terrenos donde se asienta la Casona de Chimalistac, como se conoce al inmueble, pertenecieron probablemente a huertas y magueyales del convento de los carmelitas descalzos en San Ángel. Dicho sitio fue una zona que eligieron muchas personas tanto en la Nueva España como en el México independiente como un sitio de recreo y habitación. El predio de la casa tuvo como límites el cementerio del templo dominico de San Sebastián Mártir, el río Magdalena al sur, el camino real que conectó Coyoacán con San Ángel y el pueblo de Chimalistac. Fue el sitio de inspiración de Federico Gamboa para la ambientación de su novela Santa. Luego de pasar por distintas manos y permanecer construida como un único inmueble con el paso de las décadas, fue comprada en 1938 por Elizabeth Bredeé y Federico Tamm. En 1979 Condumex compró la casa a Bredeé, que buscaba un comprador que deseara mantener íntegra la casona de Chimalistac, con el fin de alojar el CEHM Condumex. La ampliación y adecuación de espacios corrió a cargo de José de Yturbe.

## Fondos y bibliotecas
El fondo de la biblioteca está constituido por 80,554 volúmenes. Algunas de sus colecciones especiales son:
- Adquisiciones diversas

Un nutrido fondo que da cuenta de diversas procedencias y etapas de adquisición de documentos y obras emblemáticas del Centro de Estudios de Historia de México Carso. Desde referencias a la tradición peninsular en su encuentro con el Nuevo Mundo hasta la política y economía virreinales. Asimismo, la cultura novohispana y sus tradiciones en los ámbitos civil y religioso. Se suman partes de guerra y documentos patrios del México independiente, así como medulares planes de la Revolución Mexicana y fotografías de sus grandes caudillos.
- Fondo Luis Gutiérrez Cañedo (Adquisición: noviembre de 1964)

El primer fondo adquirido por el Centro de Estudios de Historia de México Carso llegó de manos del ingeniero civil y bibliófilo Luis Gutiérrez Cañedo, quien en tiempos del llamado Milagro mexicano (1946-1964), reunió un notable acervo virreinal vinculado con la Nueva Galicia –provincia novohispana que comprendía los actuales territorios de Nayarit, Jalisco, Zacatecas, Aguascalientes y Sinaloa–.
- Fondo Bruno Pagliai (Adquisición: 1980)

Bruno Pagliai nació en Fiumalbo, Módena, Italia, en 1902. Se nacionalizó mexicano y destacó en la promoción de empresas industriales, financieras y aseguradoras, como Tubos de Acero de México, Aluminio, S.A. de C.V., y Metalver, entre otras. En 1976 fue presidente de Organización Editorial Novaro, así como miembro del Patronato del Museo de San Carlos. Su colección da cuenta de emblemáticos documentos de la conquista de México y de la labor evangelizadora emprendida por la Corona española en el Nuevo Mundo.
- Fondo Manuscritos Independencia (Adquisición: abril de 1966-febrero de 1970)

Desde la declaración de herejía y apostasía al cura Miguel Hidalgo y Costilla hasta los fundamentos militares de la guerra independentista que derivaron en la proclamación del México libre con el Plan de Iguala de 1821, este fondo resguarda algunos de los documentos ejemplares de la lucha por la soberanía nacional.
- Fondo Lucas Alamán (Adquisición: marzo de 1993)

Lucas Alamán (1792-1853) es el ejemplo vivo del funcionario honesto, emprendedor, incansable en proyectar todo tipo de empresas y planes para el beneficio de la nación. Fue impulsor de la minería, la industria en todos sus ramos, la educación, la música, el arte y las ciencias. Fundó instituciones como el Banco de Avío, el Archivo General de la Nación con los fondos virreinales y el Museo de Antigüedades e Historia Patria.
- Fondo Reforma, Intervención e Imperio (Adquisición: febrero de 1967)

Epistolarios, impresos y rúbricas de los protagonistas del Segundo Imperio Mexicano y la República Restaurada. Los emperadores Maximiliano y Carlota de Habsburgo, el presidente Benito Juárez García y algunos conservadores de primera fila como Miguel Miramón y Tarelo reseñan la defensa de las libertades democráticas nacionales y el ocaso del proyecto expansionista imperial de Napoleón III en América.
- Fondo José Yves Limantour (Adquisición: 1997)

José Yves Limantour (1854-1935) representa al hombre del Porfirismo por antonomasia. Culto, educado, positivista y encargado de las finanzas del régimen, en esta nutrida correspondencia da cuenta del ocaso del general Díaz, de los desmanes surgidos entre los bandos revolucionarios y de su posterior exilio en Francia.
- Fondo Federico González Garza (Adquisición: noviembre de 1982)

Defensor de la causa maderista desde sus inicios, Federico González Garza fue integrante del Comité Organizador del Partido Antirreeleccionista que hizo triunfar el lema: Sufragio efectivo, no reelección. Tuvo una importante participación en la Soberana Convención de Aguascalientes al lado de su hermano Roque González Garza, y fue un prolífico escritor sobre temas de historia nacional.
- Fondo del Primer Jefe Venustiano Carranza y del Ejército Constitucionalista (Adquisición: junio de 1966)

Venustiano Carranza Garza representó al caudillo en búsqueda del orden legal y constitucional revolucionario. Su oposición al gobierno ilegítimo de Victoriano Huerta lo llevó a crear el Ejército Constitucionalista que definió su rol desde 1915. Mediante los pactos con Francisco Villa y Álvaro Obregón definió una política de avanzada para lograr su proyecto de nación. En 1920 fue asesinado en Tlaxcalantongo, Puebla.
- Fondo Antonio Rius Facius (Adquisición: 1980)

Antonio Rius Facius nació en México en 1918. Hijo de españoles, ingresó a la Asociación Católica de la Juventud Mexicana y en 1961 fue candidato a diputado por el Partido Acción Nacional. Escritor y articulista de Ser, El Hogar, El Sol de México y Excélsior. Fue premiado con la Medalla de San Felipe de Jesús por su obra México cristero.
- Fondo Antonio López Mancera (Adquisición: 2006)

Para Gloria Friscione de Pérez Jácome, "el periodo de la vida de Salvador Novo que va desde principios del siglo pasado hasta su fallecimiento en 1974, contiene documentos, impresos, fotografías, apuntes o diarios, correspondencia con personajes importantes de la historia de México, así como objetos personales." Un archivo que fue heredado a Antonio López Mancera y Salvador López Antuñano, sobrinos del escritor, escenógrafo, diseñador e intelectual mexicano.
- Fondo Dolores del Río (Adquisición: 2005)

Las imágenes fueron tomadas entre 1904 y 1970 por fotógrafos mexicanos y extranjeros de la talla de George Hurrell, Luis Márquez Romay, Tufik Yazbek, Tom Kelley, Irving Chidnoff y Tazio Secchiaroli, entre otros. En el recorrido también se muestran fotogramas con escenas de algunas películas y objetos personales de la actriz mexicana quien reunía belleza, carisma fotogénico y talento extraordinarios, que captaron grandes maestros de la lente. Dolores Del Rio (1904-1983) supo atraer y embelesar toda su vida. En palabras de Carlos Monsiváis: [se creaba] a sí misma, igual y diferente, tal como un artista va creando su mejor obra.
- Fondo Pedro Vargas (Adquisición: 2013)

Pedro Vargas nació el 29 de abril de 1906 en San Miguel de Allende, Guanajuato. Sus padres fueron José Cruz Vargas y Rita Mata. A los siete años actuaba en el coro de la iglesia. Cantó para la mayor parte de los presidentes de América y otras importantes personalidades de la política. Se le conoció con varios sobrenombres como «El tenor continental» y «El Samurái de la Canción».
- Fondo Roberto Montenegro (Adquisición: 2015)

Roberto Montenegro Nervo nació en Guadalajara en 1887. En la Academia de San Carlos de la Ciudad de México estudió con Antonio Fabres, Germán Gedovius, Leandro Izaguirre y Mateo Herrera. Fue artista, escritor y escenógrafo. Recibió importantes encargos de pintura mural entre los que destacan el vitral del Museo de la Luz, el frontón del Teatro Degollado de Guadalajara y el área de coctel del Hotel del Prado. 
- Fondo Familia Bernal Verea (Adquisición: 2015)

Ignacio Bernal y García Pimentel nació en París en 1910. Arqueólogo y antropólogo, colaboró de forma muy cercana con el doctor Alfonso Caso en el emplazamiento de Monte Albán, Oaxaca y en otras excavaciones por el territorio nacional. Asimismo, reunió una notable colección de documentos virreinales que hoy resguarda el Centro de Estudios de Historia de México Carso.
- Fondo Ernesto de la Peña (Adquisición: marzo de 1997)

Ernesto de la Peña Muñoz cursó la carrera de Letras Clásicas en la Universidad Nacional Autónoma de México. Conocedor emérito de los filósofos presocráticos, de la Filosofía de la ciencia y de numerosas lenguas antiguas indoeuropeas, fue además traductor de griego y latín. Realizó sus estudios de sánscrito y chino en El Colegio de México, con lo que alcanzó el conocimiento de treinta y tres idiomas. Fue un estudioso infatigable de los textos bíblicos y considerado «sabio» de la era contemporánea. Su notable colección bibliográfica incluye textos emblemáticos de la Literatura occidental y oriental. 
- Incunables americanos

Los denominados incunables americanos son aquellos textos impresos a partir de la llegada de la imprenta a territorios americanos que en el caso de México fue en 1534. En el caso del CEHM la colección de estos textos suma 18 textos.
- Biblioteca Espiritista de Madero
- Biblioteca Virreinal
- Biblioteca Poblana